# Canadian Open 2006
Die Canada Open 2006 im Badminton fanden vom 5. bis zum 13. November 2006 statt.

## Sieger und Platzierte
| Disziplin    | Gold                         | Silber                          | Bronze                                   |
| ------------ | ---------------------------- | ------------------------------- | ---------------------------------------- |
| Herreneinzel | Toby Honey                   | Richard Vaughan                 | Kyle Foley                               |
| Herreneinzel | Toby Honey                   | Richard Vaughan                 | Christian Bösiger                        |
| Dameneinzel  | Eva Lee                      | Denyse Julien                   | Valérie St. Jacques                      |
| Dameneinzel  | Eva Lee                      | Denyse Julien                   | Yoana Martínez                           |
| Herrendoppel | Mike Beres William Milroy    | Howard Bach Khankham Malaythong | Philippe Bourret Francois Bourret        |
| Herrendoppel | Mike Beres William Milroy    | Howard Bach Khankham Malaythong | Christian Bösiger Olivier Andrey         |
| Damendoppel  | Eva Lee Mesinee Mangkalakiri | Caren Hückstädt Huwaina Razi    | Doris Piché Valérie St. Jacques          |
| Damendoppel  | Eva Lee Mesinee Mangkalakiri | Caren Hückstädt Huwaina Razi    | Charmaine Reid Fiona McKee               |
| Mixed        | Howard Bach Eva Lee          | William Milroy Tammy Sun        | Khankham Malaythong Mesinee Mangkalakiri |
| Mixed        | Howard Bach Eva Lee          | William Milroy Tammy Sun        | Mike Beres Valérie Loker                 |